# Герб Таврійська
Герб Таврійська — міський герб Таврійська. Затверджений рішенням сесії міської ради.

## Опис
У золотому щиті зелений паросток з срібними прожилками, супроводжуваний праворуч верстовим стовпом, багаторазово скошеним зліва зеленим і золотим, а зліва - верстовим стовпом, багаторазово скошеним справа чорним і лазуровим. В лазуровій вищербленій базі срібний вузол, супроводжуваний справа срібними літерами "19", а зліва - срібними літерами "83". Щит вписаний в золотий декоративний картуш і увінчаний червоною міською короною.